# Pinehurst, Idaho
Pinehurst är en ort i Shoshone County i Idaho. Vid 2020 års folkräkning hade Pinehurst 1 679 invånare.